# Wola Sosnowa
Wola Sosnowa – wieś w Polsce położona w województwie kujawsko-pomorskim, w powiecie włocławskim, w gminie Lubraniec. W latach 1975–1998 miejscowość administracyjnie należała do województwa włocławskiego. Według Narodowego Spisu Powszechnego (III 2011 r.) liczyła 214 mieszkańców. Jest jedenastą co do wielkości miejscowością gminy Lubraniec.
| SIMC    | Nazwa     | Rodzaj    |
| ------- | --------- | --------- |
| 0866870 | Chrustowo | część wsi |

## Znane osoby
Z miejscowością związany był Aleksander Laszenko – polski malarz, rysownik i podróżnik. W 1922 r. asystował, prawdopodobnie jako jedyny Polak, przy otwarciu grobowca Tutanchamona, z którego odkrywcą Howardem Carterem przyjaźnił się. Od 1918 r. mieszkał w Woli Sosnowej, a później we Włocławku, gdzie miał pracownię malarską. W jego twórczości dominował pierwiastek orientalny. Swoje prace wystawiał w warszawskiej Zachęcie. Dorobek malarski artysty uległ rozproszeniu, a częściowo zniszczeniu w czasie II wojny światowej.